# Episodi di Wandin Valley (decima stagione)
La decima stagione della serie televisiva Wandin Valley è stata trasmessa in anteprima in Australia dalla Seven Network nel corso del 1990.
| nº | Titolo originale               | Titolo italiano | Prima TV USA      | Prima TV Italia |
| -- | ------------------------------ | --------------- | ----------------- | --------------- |
| 1  | Puppy Love (Part 1)            |                 | 1990              |                 |
| 2  | Puppy Love (Part 2)            |                 | 1990              |                 |
| 3  | Anna and the King (Part 1)     |                 | 1990              |                 |
| 4  | Anna and the King (Part 2)     |                 | 1990              |                 |
| 5  | Stepping Out (Part 1)          |                 | 1990              |                 |
| 6  | Stepping Out (Part 2)          |                 | 1990              |                 |
| 7  | Never Too Late (Part 1)        |                 | 1990              |                 |
| 8  | Never Too Late (Part 2)        |                 | 1990              |                 |
| 9  | Waltzing Matilda (Part 1)      |                 | 1990              |                 |
| 10 | Waltzing Matilda (Part 2)      |                 | 1990              |                 |
| 11 | Promises to Keep (Part 1)      |                 | 1990              |                 |
| 12 | Promises to Keep (Part 2)      |                 | 1990              |                 |
| 13 | Still Waters (Part 1)          |                 | 1990              |                 |
| 14 | Still Waters (Part 2)          |                 | 6 marzo 1990      |                 |
| 15 | Wild Horses (Part 1)           |                 | 12 marzo 1990     |                 |
| 16 | Wild Horses (Part 2)           |                 | 13 marzo 1990     |                 |
| 17 | Romancing the Sloan (Part 1)   |                 | 19 marzo 1990     |                 |
| 18 | Romancing the Sloan (Part 2)   |                 | 20 marzo 1990     |                 |
| 19 | Kiss Me Kate (Part 1)          |                 | 26 marzo 1990     |                 |
| 20 | Kiss Me Kate (Part 2)          |                 | 27 marzo 1990     |                 |
| 21 | Change of Heart (Part 1)       |                 | 1990              |                 |
| 22 | Change of Heart (Part 2)       |                 | 1990              |                 |
| 23 | Sisters I (Part 1)             |                 | 1990              |                 |
| 24 | Sisters I (Part 2)             |                 | 1990              |                 |
| 25 | Sisters II (Part 1)            |                 | 1990              |                 |
| 26 | Sisters II (Part 2)            |                 | 1990              |                 |
| 27 | Casualties (Part 1)            |                 | 1990              |                 |
| 28 | Casualties (Part 2)            |                 | 1990              |                 |
| 29 | It's in the Blood (Part 1)     |                 | 1990              |                 |
| 30 | It's in the Blood (Part 2)     |                 | 1990              |                 |
| 31 | The Sting (Part 1)             |                 | 1990              |                 |
| 32 | The Sting (Part 2)             |                 | 1990              |                 |
| 33 | All or Nothing (Part 1)        |                 | 1990              |                 |
| 34 | All or Nothing (Part 2)        |                 | 1990              |                 |
| 35 | Confinement (Part 1)           |                 | 1990              |                 |
| 36 | Confinement (Part 2)           |                 | 1990              |                 |
| 37 | Body and Soul (Part 1)         |                 | 1990              |                 |
| 38 | Body and Soul (Part 2)         |                 | 1990              |                 |
| 39 | Images (Part 1)                |                 | 1990              |                 |
| 40 | Images (Part 2)                |                 | 1990              |                 |
| 41 | Burn Off (Part 1)              |                 | 11 giugno 1990    |                 |
| 42 | Burn Off (Part 2)              |                 | 12 giugno 1990    |                 |
| 43 | Aftermath (Part 1)             |                 | 1990              |                 |
| 44 | Aftermath (Part 2)             |                 | 1990              |                 |
| 45 | Running Wild (Part 1)          |                 | 1990              |                 |
| 46 | Running Wild (Part 2)          |                 | 1990              |                 |
| 47 | Where There's Smoke (Part 1)   |                 | 1990              |                 |
| 48 | Where There's Smoke (Part 2)   |                 | 1990              |                 |
| 49 | Runaways (Part 1)              |                 | 1990              |                 |
| 50 | Runaways (Part 2)              |                 | 1990              |                 |
| 51 | Childhood's End (Part 1)       |                 | 1990              |                 |
| 52 | Childhood's End (Part 2)       |                 | 1990              |                 |
| 53 | A Private Concern (Part 1)     |                 | 1990              |                 |
| 54 | A Private Concern (Part 2)     |                 | 1990              |                 |
| 55 | The Golden Fleece (Part 1)     |                 | 1990              |                 |
| 56 | The Golden Fleece (Part 2)     |                 | 1990              |                 |
| 57 | Old Wounds (Part 1)            |                 | 1990              |                 |
| 58 | Old Wounds (Part 2)            |                 | 1990              |                 |
| 59 | Sacred Cows (Part 1)           |                 | 1990              |                 |
| 60 | Sacred Cows (Part 2)           |                 | 1990              |                 |
| 61 | Little Big Man (Part 1)        |                 | 1990              |                 |
| 62 | Little Big Man (Part 2)        |                 | 1990              |                 |
| 63 | A Secret Place (Part 1)        |                 | 1990              |                 |
| 64 | A Secret Place (Part 2)        |                 | 1990              |                 |
| 65 | Only the Good (Part 1)         |                 | 1990              |                 |
| 66 | Only the Good (Part 2)         |                 | 1990              |                 |
| 67 | When a Girl Marries (Part 1)   |                 | 10 settembre 1990 |                 |
| 68 | When a Girl Marries (Part 2)   |                 | 11 settembre 1990 |                 |
| 69 | The Quality of Mercy (Part 1)  |                 | 1990              |                 |
| 70 | The Quality of Mercy (Part 2)  |                 | 1990              |                 |
| 71 | Glittering Prizes (Part 1)     |                 | 1990              |                 |
| 72 | Glittering Prizes (Part 2)     |                 | 1990              |                 |
| 73 | No Case to Answer (Part 1)     |                 | 1990              |                 |
| 74 | No Case to Answer (Part 2)     |                 | 1990              |                 |
| 75 | Dreamkeeper (Part 1)           |                 | 1990              |                 |
| 76 | Dreamkeeper (Part 2)           |                 | 1990              |                 |
| 77 | Eye of the Beholder (Part 1)   |                 | 1990              |                 |
| 78 | Eye of the Beholder (Part 2)   |                 | 1990              |                 |
| 79 | The Trouble with Theo (Part 1) |                 | 1990              |                 |
| 80 | The Trouble with Theo (Part 2) |                 | 1990              |                 |
| 81 | Ain't Misbehaving (Part 1)     |                 | 1990              |                 |
| 82 | Ain't Misbehaving (Part 2)     |                 | 1990              |                 |
| 83 | My Sisters's Keeper (Part 1)   |                 | 1990              |                 |
| 84 | My Sisters's Keeper (Part 2)   |                 | 1990              |                 |
| 85 | Second Chance (Part 1)         |                 | 1990              |                 |
| 86 | Second Chance (Part 2)         |                 | 1990              |                 |